# Nikola I. Gisingovac
Nikola I. Gisingovac (njem. Nicholas Güssing) († 1299.), slavonski velikaš njemačkog podrijetla, više puta ugarski palatin između 1275. i 1298. godine i dvaput ban cijele Slavonije 1281. i 1287. godine iz velikaške obitelji Gisingovaca.
Rođen je oko 1240. godine kao najstariji sin moćnog velikaša Henrika II. (1228. – 1274.) iz velikaške obitelji Gisingovac. Njegova mlađa braća bili su Ivan († 1308.), Henrik III. († 1310.) i Petar († 1289.), vesprimski biskup.
Godine 1265. sudjelovao je zajedno s braćom Ivanom i Henrikom III. u bitci kod Isaszeg, koja se vodila između kralja Bele IV. i njegova sina Stjepana, koji je obnašao dužnost mladog kralja i erdeljskog vojvode. Nikola je bio zarobljen nakon poraza u bitci, zajedno s ocem i braćom i pušten na slobodu 1266. godine. Poslije smrti Bele IV. i uspona njegova sina kao kralja Stjepana V., Henrik II. i njegovi sinovi su predali svoje dvorce i posjede uz granicu s Češkom kralju Otakaru II., što je izazvalo sukob između Češke i Ugarske. Sukob je razriješen tek 1271. godine, ali su se Henrik i njegovi sinovi vratili u Ugarsku tek dogodine nakon smrti kralja Stjepana V. Gisingovci su odbili poslušnost novom maloljetnom kralju Ladislavu IV. te su sklopili savez s Gut-Keledima i uspostavili svoju vlast nad svojim posjedima. Poslije pogiblje njegova oca Henrika II. u sukobu s kraljevim snagama, Nikola I. je pobjegao s bratom Ivanom i sklonio se u utvrđenom gradu.
Godine 1275. Nikola I. i Ivan su vratili svoju moć i utjcaj te je Nikola I bio imenovan ugarskim palatinom, a njegov bat Ivan je postao slavonski ban. Međutim, uskoro je na dvoru pobjedila stranka Petra Čaka, koji se obrušio na Gisingovce i njihove saveznike Gut-Kelede, ali Gisingovci su uspjeli pobjediti pa je Nikola I. ponovno preuzeo naslov ugarskog palatina. Gisingovci i Babonići su iskoristili smrt Joakima Pektara te su među sobom podijelili posjede Gut-Keleda.
Od 1277. godine knez Nikola I. i njegova braća su se opet pobunili protiv kralja Ladislava IV., te su sljedeće godine čak pozvali Andriju Arpadovića iz Venecije da preuzme prijestolje umjesto Ladislava. Međutim, već su se 1279. godine pomirili s kraljem Ladislavom IV. te je Nikola I. bio imenovan slavonskim banom. Kada su vratili moć i utjecaj, ponovno su se osilili pa su opustošili područje Zagrebačke biskupije pa ih je zagrebački biskup ekskomunicirao 1281. godine.
Krajem 1283. godine opet se rasplamsao sukob između braće Gisingovaca i kralja Ladislava IV. Prvo je kralj napao i opsjeo utvrde Gisingovaca, a nakon njegova neuspjeha, Gisingovci su napali njegove saveznike, zbog čega se kralj 1284. godine ponovno pomorio s njima i postavio Nikolu I. za palatina. Poslije još jednog sukoba s kraljem, Nikola je bio imenovan slavonskim banom, a potom opet palatinom.
Početkom 1290-ih Gisingovci su podupirali zahtjeve Andrije Mlečanina za ugarsku krunu, a nakon smrti kralja Ladislava IV. 1292. godine i izboa Anrije Mlečanina za kralja, Nikola I. je još jednom preuzeo palatinsku dužnost. Tijekom 1292. njegov brat Ivan je zarobio kralja Andriju III., ali je Nikola I. ostao vjeran kralju te je došlo do razdora među braćom, a Nikola I. je 1294. godine opet nagrađen palatinskom službom.

## Vanjske poveznice
- Gisingovci Hrvatska enciklopedija
- Gisingovci Hrvatski biografski leksikon

| Vladarske titule                  | Vladarske titule                                      | Vladarske titule        |
| --------------------------------- | ----------------------------------------------------- | ----------------------- |
| prethodnik Roland od plem. Ratold | ugarski palatin 1275.-1276. i 1284.-1286.             | nasljednik Petar Čak    |
| prethodnik Peter Tétény           | slavonski ban 1278.-1279., 1281., 1287. i 1290.-1294. | nasljednik Peter Tétény |